# 松岡由貴
松岡由貴（日语：／ Matsuoka Yuki，1970年9月13日—），日本女性配音員、旁白、藝人。出身於大阪府大阪市東住吉區（現平野區域）。身高156cm。A型血。
Production baobab所屬。從小加入劇團起以童星身分參加地方性電視節目和廣播節目起家。至1990年代末期轉行投入配音，主要以動畫配音及電視節目的解說工作為重心。

## 來歷
大手前女子大學（今大手前大學）美學及美術史科系畢業。老家是開咖啡廳。從小父母離異之後，由母親一手帶大。直到高中時期才與親生父親第一次見面。
曾經飼養兩次貂作為寵物，第一隻叫「伏特加」，第二隻名叫「彈珠汽水」。投入配音之前曾當牙醫助手，當時尚未規定需要參加國家考試的認證。

### 大阪活動時期
從小童加入劇團參加舞台表演作為童星展開演藝生涯。9歲的時候在巧克力商品『TIROL-CHOCO』短片廣告中參演出道（此時與她一起演出的是當時新手藝人的明石家秋刀魚）。
高中時期進入配音訓練學校青二塾大阪校學習。雖然有參加青二Production經紀公司的新人選拔，但因為興趣轉變並沒有加入。高中畢業後回家鄉念大學。大學時期曾擔任大阪放送電台的節目助理，從此正式投入演藝界。隨後以大阪地區主持人、藝人的身份活躍。出道初期原本是立原啓裕經營的事務所（原本是有限公司，但後來分裂）所屬，後來經由株式會社Chara的介紹下才轉籍到現在所屬的Production baobab。
還在大阪活動的時候，曾在朝日放送電視台的晨間節目《早安氣象》擔任助理主持人。1995年1月17日早上，發生阪神大地震，松岡於節目一開始先進行此重大災難消息的插播報導。
關西地區出身，但把事業的活動據點轉移至東京之後，仍還是為讀賣電視台製作、在關西區域時段播出的綜藝節目《週刊裏藝大全》和《趣味好奇心☆Doronpa！》等等負責解說的工作。此外，她也有在《最後的晩餐》（2000年－2002年播出）中的美少女遊戲體驗企劃的仿真VTR單元聲演女主角。
於「大阪日本橋界隈的活性化」為目的的活動「日本橋企劃 （页面存档备份，存于）」中幫官方形象角色「音音」配音。後由當地觀光單位將其錄製的音源當作大阪堺筋商店街介紹日本橋的聲音指南使用（使用街頭擴音設施進行宣傳）。

### 前往東京之後
大阪方言是她的母語，在《小魔女DoReMi》系列的妹尾愛子、《阿倍野橋魔法商店街》的朝比奈由美、《笑園漫畫大王》的春日步、《戀愛情結》的神崎真由及《純真傳奇》的艾爾瑪娜·拉爾莫等等常演出時需要說話帶大阪腔的角色。另外在《蠟筆小新》擔任方言指導教導其他人講大阪腔。

## 人物

### 角色
從《阿倍野橋魔法商店街》中的朝比奈由美、《小魔女DoReMi》系列的妹尾愛子及《涼宮春日》系列的鶴屋學姐等情緒高昂的機關槍式說話風格，到《愛的魔法》的風椿玖里子與《犬神！》的苦楝那種蠻橫大小姐型、甚至是《笑園漫畫大王》的春日步那種慢步調角色、《京四郎與永遠的空》的剎那這種很少開口的角色、《My Merry May》的莉嗚天真燦爛個性的角色、《真珠美人魚》的愛莉爾具有雙重人格的角色、《守護貓娘緋鞠》的神宮寺玖惠澄與《魔法老師！》的依文潔琳·A·K·麥道威爾這種邪惡的角色等等各種類型都有之下，其演技能力獲得相當高的評價。
還有在《阿倍野橋魔法商店街》擔任劇中插入歌曲和《My Merry May》主題歌曲的和聲中一人分飾兩角，展露了她的多才多藝。在《小魔女DoReMi》系列中由於不明的原因MAHO堂的成員中只有她一個人的獨唱沒有在插入歌中使用。使用在插入歌中的只有妹尾愛子三人合唱的歌曲。

### 逸事
松岡有一次與一位安排角色聲音的節目製作人聊到過去的經歷時，談到該位製作人也曾負責過《夢之蠟筆王國》節目的製作，因為這個關係而參加了試演會，之後被選上擔任同名作品角色這一角，從此便開始從事動畫配音工作。之後移籍到現在所屬的事務所Production baobab，同時移居到東京。另一方面，與松岡在《夢之蠟筆王國》合作時認識的編劇山田隆司在製作下一部作品《小魔女DoReMi》的期間，其主角妹尾愛子的詳細個人背景卻以松岡的出身背景和經歷作為設定事實上一開始就是雙方已經討論決定好的。
因為松岡所養的寵物是雪貂（名叫「彈珠汽水」）的關係，夏天家裡二十四小時都一直開著冷氣。因為這緣故電費一直很高，所以頗為困擾。
在傳奇系列曾經一度很想參加該系列的角色配音，之後如以所願獲得《純真傳奇》的艾爾瑪娜·拉爾莫這位講關西腔的角色。
2007年11月18日出席「由貴與亞矢奈的對談秀 特輯」的活動中與同行川亞矢奈一組在遊戲中認輸，第一次在人生當中穿女僕裝。一方面在《涼宮春日的憂鬱》動畫第1話曾經發出4種笑聲。
而「由貴」這個名字則是在松岡她出生時，由親人請占卜師進行命名的。就因為如此經常在試鏡選拔會中合格。還有，她的名字日文發音在決定之前原本曾預定使用常用在男孩子上的作命名。
於出席《涼宮春日的激奏》的活動時，曾將上面寫著「（長門有希）」的椅子給坐了下去（其實是給長門有希的配音員茅原實里坐的），結果被小野大輔將她的名字誤認為是動畫角色的名字。
在曾經演出的角色當中，其中有很多是魔法少女作品，如《小魔女DoReMi》的妹尾愛子、《愛的魔法》的風椿玖里子、《女孩萬歲》的福山裡紗、《魔法老師！》的依文潔琳、《七色★星露》的結城野名、《守護貓娘緋鞠》的神宮寺玖惠澄等等。

### 興趣、嗜好
松岡曾在電影對談專欄中與同行川亞矢奈對談時公開表示，自己很喜歡跟超自然現象、神秘、恐怖、懸疑、神秘小說、連續殺人案、悲劇等題材相關的電影，而且對於自己能參演出這些類型的動畫作品感到很光榮。還有，她參演的作品雖然以御宅向的較多，但表示自己不是很喜歡。而她生平看的第一部電影是《大法師》。然而對一些名作系、溫馨系、音樂劇等的「感人熱淚型」的電影卻是完全招架不住。特別是前面提到的電影專欄企畫中，和笹川一起去看的《子狐物語》，從電影中間到結束後的幾分鐘一直哭個不停。不過她是屬於名作系當中奇幻類型的《霍爾的移動城堡》的超級粉絲。
喜歡兔子、而且不分品種，有蒐集商品DM的嗜好，但有幾次因為大量的隨意購買，就這樣不經意把整個家裡塞的滿滿的。
於aniradi以嘉賓身份上該電台節目表示，自己不喜歡使用這樣特別的問候語。此後來在她主持的電台節目《*由貴的結晶*》中，有聽眾寫信問她為什麼不想些自己特有的打招呼問候語，但松岡的回覆是，就是絕對不會另外想個問候語。
對『螢之光』這首歌懷抱著恐懼感。如果在餐廳之類的地方聽到這首歌，會幾乎無法呼吸，把錢包交給朋友並丟下一句「這個你幫我拿去付帳!!」就逃出去了。還有，她也擅長畫畫，並在自己參演的動畫《愛的魔法》DVD特典發行時還附贈她親手畫的漫畫。
去水族館可以讓她的心情平靜下來。

### 交友關係
和《小魔女DoReMi》、《超齡細公主》及《阿倍野橋魔法商店街》等經常合作的同行佐伯智是同鄉至交。2005年的時候，佐伯因病需要休養而暫停所有的聲配音事業，並向所屬的經紀公司中止契約，一方面還謠傳佐伯去世的消息。到了2010年《阿倍野橋魔法商店街》柏青哥機稼動之際，松岡一直鼓勵並祈願佐伯於業界復出。同年，佐伯在松岡她主持的電台節目《GAINAX電波》以嘉賓身份歸來。在那之後，佐伯與松岡再度一起搭檔合作到2013年為止。

## 演出
粗體字表示主要角色。

### 電視動畫
1993年
- 可愛巧虎島（廁所、北風的媽媽）

1998年
- 夢之蠟筆王國

1999年
- 小魔女DoReMi（妹尾愛子）

2000年
- 小魔女DoReMi ♯（妹尾愛子）

2001年
- 彗星公主（藤吉寧寧）
- 熱帶雨林的爆笑生活（瑪麗）
- 第一神拳（小孩）
- 大～集合！小魔女DoReMi（妹尾愛子）

2002年
- 笑園漫畫大王（春日步）
- 我們這一家（相原）
- 阿倍野橋魔法商店街（朝比奈由美）
- 小魔女DoReMi 大合奏！（妹尾愛子）
- 妙妙魔法屋（學生）
- 蠟筆小新（涼子、長內奈次美）
- 閃靈二人组（音羽圓）
- 傑克武士（妖精）
- 哈姆太郎（小瞳〈初代〉）
- 超齡細公主（古蓮達）
- 名偵探柯南（女孩子）
- 噴嚏大魔王之小呵欠（朋美）

2003年
- 宇宙學園Stellvia（艾莉莎·格雷諾斯）
- 銀河天使A（艾莉卡·坦德姆）
- 廢棄公主（賽內絲·露露·基亞特）
- 初音島（水越真子（日语：水越眞子））
- .hack//黃昏的腕輪傳說（米蕾優）
- 神奇寶貝超世代（忍）
- 真珠美人魚（愛莉爾）
- 愛的魔法（風椿玖里子）

2004年
- 變異體少女（娜娜）
- 陰陽大戰記（甘露的小牧）
- 女孩萬歲 first season（福山裡紗）
- 微笑的閃士（紅橘）
- 最遊記RELOAD GUNLOCK（朱童、純華）
- 哆啦A夢 (大山羨代版)（小舞）
- 光之美少女（少女時期的早苗）
- BLEACH（井上織姬、黑崎一護〈少年時期〉）
- 真珠美人魚Pure（愛莉爾）
- 魔法少女奈葉（艾蜜·里米艾塔）

2005年
- 絕對正義VS外道少女隊 去吧！外道少女隊（日语：あかほり外道アワーらぶげ）（惡魔子2）
- 女孩萬歲 second season（福山裡紗）
- 玻璃假面 (2005年版)（繪川由紀）
- 極上生徒會（角元鈴音）
- 地獄少女（田沼千惠）
- 初音島 Second Season（水越真子）
- 哆啦A夢 (水田山葵版)（機械子）
- 聖魔之血（塞特·奈特羅德[14]）
- 完美超人Joe（艾莉沙）
- 冒險王比特（洛可）
- 魔法少女奈葉A's（艾蜜·里米艾塔）
- 魔法老師！（依文潔琳·A·K·麥道威爾）

2006年
- 犬神！（苦楝（日语：せんだん）[15]）
- 貝貝生活日記（日语：ペネロペ (絵本)#アニメ）（莉莉羅絲）
- 童話槍手小紅帽（莉莉）
- 銀河天使 (第5期)（伊莎貝拉·伊森斯）
- 涼宮春日的憂鬱 (2006年版)（鶴屋學姐）
- 我的裘可妹妹（丸茂珠美）
- 魔法老師!?（依文潔琳·A·K·麥道威爾）[注 2]
- 仰望半月的夜空（水谷美雪）
- 洛克人EXE BEAST+（安·電擊）

2007年
- 我們這一家（店員）
- 京四郎與永遠的天空（剎那）
- 野坂昭如 戰爭童話集「兩顆胡桃（日语：ふたつの胡桃）」（麗奈）
- D.Gray-man（女服務生）
- 藍蘭島漂流記（咲夜）
- 七色★星露（結城野名）
- 戀愛情結（神崎真由[16]

2008年
- 雨夜之月（日语：あまつき）（真朱）
- 一騎當千 Great Guardians（左慈元放）
- 蠟筆小新（豪婚好菜）
- Keroro軍曹（Meruru、便利超商店員）
- 死後文（卡娜卡）
- 楚楚可憐超能少女組（波妮）
- 發現·體驗·我喜歡巧虎！（樂樂／碰太郎）
- 小雙俠 (2008年版)（丈治）

2009年
- 貝貝生活日記 (第2期)（莉莉羅絲）
- KIDDY GiRL-AND（特蕾克希）
- 四葉遊戲（小島美奈子）
- 閃亮雙胞胎（姊姊／地主御寧莞）
- 涼宮春日的憂鬱 (2009年版)（鶴屋學姐）
- 信蜂（內洛）
- 公主戀人（藤倉優）
- 名偵探柯南（田布施陽菜）

2010年
- 聖誕之吻SS（伊藤香苗、男孩子）
- 一騎當千 XTREME XECUTOR（左慈元放）
- 守護貓娘緋鞠（神宮寺玖惠澄）
- 可愛巧虎島 HE SO KA（樂樂／碰太郎）
- 星際寶貝：神奇大冒險 ～最棒的朋友～（一子）
- 哆啦A夢 (水田山葵版)（OL2）

2011年
- 這樣算是殭屍嗎？（第7話的妄想優）
- Dragon Crisis！（薇安卡·A·魯）
- 魔劍姬！（雨渡豐華）
- 未來日記（日野日向）

2012年
- 聖誕之吻SS+ plus（伊藤香苗）
- 黑魔女學園（一路舞[17]）
- 咲-Saki- 阿知賀篇 episode of side-A（三尋木咏[18]）
- 可愛巧虎島的Wao！（樂樂／碰太郎）
- 偵探歌劇 少女福爾摩斯 第2幕（可倫波）
- 哆啦A夢 (水田山葵版)（米格）

2013年
- (第3期)（莉莉羅絲）

2014年
- 咲-Saki- 全國篇（三尋木咏）
- 即使如此世界依然美麗（阿瑪露娜·路伊拉薩耶）
- 東京ESP（凌玲雀）
- 魔劍姬！通（雨渡豐華[19]）

2015年
- 學戰都市Asterisk（左近千歲）
- 小長門有希的消失（鶴屋學姐[20]）

2016年
- 蠟筆小新（瞌睡貓）

2017年
- 名偵探柯南（江舟論介的妻子）
- 悠久持有者！ ～魔法老師！2～（雪姬／依文潔琳·A·K·麥道威爾[21]）

2018年
- 閃亂神樂 -少女們的真影- 東京妖魔篇（神樂[22]）

2022年
- 龍族拼圖（章魚助）
- BLEACH 千年血戰篇（井上織姬）

### OVA
2002年
- 捍衛者21（池田順一）
- 熱帶雨林的爆笑生活Deluxe（瑪麗）
- 純情房東俏房客 Again（黑[23]）

2003年
- 熱帶雨林的爆笑生活Final（瑪麗）
- 真愛故事 -Summer Days, and yet…（日语：トゥルー・ラブストーリー#True Love Story -Summer Days, and yet...）（神谷菜由）

2004年
- 小魔女DoReMi 童年秘密篇[[[Wikipedia:格式手册/链接#章節|錨點失效]]]（妹尾愛子）
- 飛越巔峰2（盧庫塔·蛇紋石）
- BLEACH Memories in the rain（井上織姬）

2006年
- 鬼公子炎魔（萌）
- 魔法老師！春（依文潔琳·A·K·麥道威爾）
- 魔法老師！夏（依文潔琳·A·K·麥道威爾）

2007年
- 軟綿綿三國志突刺吧！小呂布子（呂布子）

2008年
- 初音島if（水越真子）
- 魔法老師！ ～白之翼 ALA ALBA～（依文潔琳·A·K·麥道威爾）

2010年
- 可愛巧虎島（便器）
- 腐女子的品格（貴代學姐）
- 魔法老師！ 另一個世界（依文潔琳·A·K·麥道威爾）

2012年
- 名偵探柯南 傳說中的球棒的奇蹟（覺）

2013年
- 未來日記 REDIAL（日野日向）

2015年
- 小長門有希的消失（鶴屋學姐[錨點失效]）[注 3]

2017年
- UQ HOLDER！ OVA（雪姬／依文潔琳·A·K·麥道威爾）[注 4]

2018年
- UQ HOLDER！ OVA 2（雪姬／依文潔琳·A·K·麥道威爾）

### 電影動畫
2000年
- 小魔女DoReMi ♯ 願望之花（妹尾愛子）

2001年
- 笑園漫畫大王 The Movie（春日步）
- Mo～tto！小魔女DoReMi 青蛙石的秘密（妹尾愛子）

2003年
- 蠟筆小新：風起雲湧 光榮燒肉之路（動感生啤女郎[24]）

2004年
- 蘋果核戰（人美[25]）

2006年
- 劇場版 BLEACH MEMORIES OF NOBODY（井上織姬）

2007年
- （苦楝（日语：せんだん））
- 劇場版 BLEACH The DiamondDust Rebellion 鑽石星塵的反叛（井上織姫）

2008年
- 地獄天使 (漫畫)（伍爾菲）

2010年
- 劇場版 BLEACH 地獄篇（井上織姬）
- 涼宮春日的消失（鶴屋學姐[錨點失效][26]）
- 魔法少女奈葉 The MOVIE 1st（艾蜜·里米艾塔）

2011年
- 鐵拳：血之復仇（亞莉莎·伯斯科諾維奇）
- 劇場版 魔法老師！ ANIME FINAL（依文潔琳·A·K·麥道威爾）

2012年
- 魔法少女奈葉 The MOVIE 2nd A's（艾蜜·里米艾塔）

2017年
- GO-CHAN。 ～莫可與珍獸森林的夥伴們～（日语：ゴーちゃん。#劇場アニメ）（電腦[27]）
- 魔法少女奈葉Reflection（艾蜜·里米艾塔）

2018年
- GO-CHAN。 ～莫可與冰上的約定～（電腦[28]）
- 魔法少女奈葉Detonation（艾蜜·里米艾塔）

2020年
- 尋找小魔女DoReMi（妹尾愛子[29]）

### 網路動畫
2006年
- 幕末機關說（小葉）

2007年
2009年
- 小涼宮春日的憂鬱（鶴屋學姐、無限獅子、女僕長）
- 小鶴屋學姊的四格（日语：にょろーん☆ちゅるやさん）（小鶴屋學姊）

2020年
- 超级七龙珠群雄（赛亚人女英雄/）

### 遊戲
- THE 推理（日语：THE 推理）系列（千金）

1999年
2000年
- infinity（守野留美 等）

2001年
- KID美少女中心（日语：KID MIXセクション）（樋口遙）

2002年
- 美少女雀士R （天宮樹里）[注 5]
- 笑園漫畫碰將大王（日语：あずまんがドンジャラ大王）（春日步）
- 笑園漫畫泡泡龍大王（日语：あずまんが大王パズルボブル）（春日步）
- 小魔女DoReMi 大合奏！彩虹色樂園[[[Wikipedia:格式手册/链接#章節|錨點失效]]]（妹尾愛子）
- 風之克羅諾亞沙灘排球 最強隊伍決定戰！（日语：クロノアビーチバレー 最強チーム決定戦!）
- My Merry May（日语：My Merry May）（莉嗚、里絲）

2003年
- 笑園漫畫大王Advance（春日步）
- 初音島Plus Situation（水越真子（日语：水越眞子））
- 真愛故事 -Summer Days, and yet…（日语：トゥルー・ラブストーリー#True Love Story -Summer Days, and yet...）（神谷菜由）
- 愛神餐館2（日语：ビストロ・きゅーぴっと）（露兒·馬多里卡尼）
- My Merry Maybe（日语：My Merry Maybe）（莉嗚、里絲、萊卡）

2004年
- 宇宙學園（艾莉莎·格雷諾斯）
- 小魔女Adventure～秘密的魔法（日语：おジャ魔女あどべんちゃ〜ないしょのまほう）（妹尾愛子）
- 機甲兵團J-PHOENIX2（日语：機甲兵団 J-PHOENIX）（普麗絲·碧碧兒絲）
- 天秤彩球2（日语：ぷらすぷらむ#ぷらすぷらむ2）（菲布拉里）
- 真珠美人魚 元氣派對（愛莉爾）

2005年
- Angelic Vale新傳 ～蜉蝣島綺譚～（日语：Angelic Vale）（交讓木艾斯帕達）
- 極上生徒會（角元鈴音）
- 召喚夜響曲外傳 破曉之翼（琵雅）
- 初音島 Four Seasons（日语：D.C. Four Seasons 〜ダ・カーポ〜 フォーシーズンズ）（水越真子）
- BLEACH ～炙熱之魂～（日语：BLEACH 〜ヒート・ザ・ソウル〜）（井上織姬）
- BLEACH ～炙熱之魂2～（井上織姬）
- BLEACH ～獲選之魂～（井上織姬）
- 魔法老師！第1堂課 這個小孩子老師是魔法使！（依文潔琳·A·E·麥道威爾）
- 魔法老師！第2堂課 戰鬥吧少女們！麻帆良大運動會特輯（依文潔琳·A·E·麥道威爾）
- 武藏傳II 劍聖（牧）

2006年
- 犬神！ feat.Animation（苦楝（日语：せんだん））
- （黃河明）
- 高機動交響曲GPO 青之章～將信送到光之海～（中山千惠）
- 召喚夜響曲4（莉雪兒）
- 天地之門2 武雙傳（日语：天地の門2 武双伝）
- 魔法老師!? 超麻帆良大戰（依文潔琳·A·E·麥道威爾）
- 魔法老師!? 第3堂課 戀愛和魔法和世界樹傳說（依文潔琳·A·E·麥道威爾）
- BLEACH ～炙熱之魂3～（井上織姬）
- BLEACH ～解放的野心～（日语：BLEACH 〜放たれし野望〜）（井上織姬）
- BLEACH ～刀刃戰士～（井上織姬）
- BLEACH Wii 白刃閃耀圓舞曲（井上織姬）
- 魔法老師！課外活動 少女們心動的海灘風情（依文潔琳·A·E·麥道威爾）
- 摔角天使生存者（日语：レッスルエンジェルス サバイバー）（金森麗子、辻香澄）

2007年
- Que ～遠古之葉的妖精～（日语：Que 〜エンシェントリーフの妖精〜）（夕／神樂坂夕）
- 真·幸運星 可愛少女學園 ～啟程～（日语：らき☆すた 萌えドリル#真・らき☆すた 萌えドリル 〜旅立ち〜）（櫻庭光）
- 涼宮春日的約束（日语：涼宮ハルヒの約束）（鶴屋學姐）
- 純真傳奇（艾爾瑪娜·拉爾莫／薇莉多拉）
- 魔法老師!? 超麻帆良大戰2 CHECK IN 溫泉全員集合！（依文潔琳·A·E·麥道威爾）
- 魔法老師!? 夢乙女（依文潔琳·A·E·麥道威爾）
- 魔法老師!? 新契約對戰（依文潔琳·A·E·麥道威爾）
- BLEACH ～刀刃戰士2nd～（井上織姬）
- 全民高爾夫5（良子）
- Routes PE、Routes PORTABLE（日语：Routes）（湯淺文月）

2008年
- 無盡探險（小町）
- 無限迴圈 ～古城之夢～（日语：インフィニットループ 古城が見せた夢）（賽蓮絲提雅）
- 幻想水滸傳 黃道之輪（日语：幻想水滸伝ティアクライス）（莫亞納）
- 涼宮春日的疑惑（日语：涼宮ハルヒの戸惑）（鶴屋學姐）
- 超級機器人大戰A PORTABLE（一木知惠）[注 6]
- 鐵拳6 BLOODLINE REBELLION（亞莉莎·伯斯科諾維奇）
- BLEACH ～炙熱之魂5～（井上織姬）
- 萌萌2次大戰(略)Deluxe（日语：萌え萌え2次大戦(略)）
- 摔角天使生存者2（金森麗子、辻香澄）

2009年
- 亞迦雷斯特戰記ZERO（日语：アガレスト戦記ZERO）（泰特拉）
- 聖誕之吻（伊藤香苗）
- 聖靈之心3（夏爾拉哈洛特）
- 涼宮春日的激動（日语：涼宮ハルヒの激動）（鶴屋學姐）
- 涼宮春日的並列（日语：涼宮ハルヒの並列）（鶴屋學姐）
- 涼宮春日的直列（日语：涼宮ハルヒの直列）（鶴屋學姐）
- BLEACH ～炙熱之魂6～（井上織姬）

2010年
- ELEMENTAL BATTLE ACADEMY（莉莫妮·芙勞斯）[注 7]
- BLEACH ～炙熱之魂7～（井上織姬）
- 初音島Plus Situation Portable（水越真子[30]）
- 魔法少女奈葉A's-王牌空战（艾蜜·里米艾塔）
- 風色幻想Online（聖靈莉布露）
- 雀龍門2（大阪少女）
- 七龙珠群雄（赛亚人女英雄/）

2011年
- 涼宮春日的追憶（鶴屋學姐）
- 凉宫春日的麻將（日语：涼宮ハルヒちゃんの麻雀）（鶴屋學姐）
- Starry☆Sky ～After Summer～（金久保環）
- 鐵拳 Tag Tournament 2（亞莉莎·伯斯科諾維奇）
- （江口裡）
- 萌萌大戰爭☆現代版（日语：萌え萌え大戦争☆げんだいばーん）（納塔莉）
- 萌萌大戰爭☆現代版+（納塔莉）
- 萌萌大戰爭☆現代版 3D（納塔莉）
- 雀龍門3（大阪少女）

2012年
- 快打旋風 X 鐵拳（亞莉莎·伯斯科諾維奇）
- 純真傳奇R（艾爾瑪娜·拉爾莫／薇莉多拉）
- 英雄幻想曲（日语：ヒーローズファンタジア）（米瑞爾）
- PROJECT X ZONE（亞莉莎·伯斯科諾維奇[31]）
- 萌萌大戰爭☆現代版++（納塔莉、莉緹雅）

2013年
- 巴哈姆特之怒（乙姬[32]）
- 真·雀龍門（大阪少女）
- 木偶歷險記（日语：パペッティア）（碧卡莉納）

2014年
- 碧藍幻想（芬里爾、依文潔琳·A·E·麥道威爾）
- 私立格里莫瓦魔法學園（日语：グリモア〜私立グリモワール魔法学園〜）（東雲艾拉[33]）
- 閃亂神樂2 -真紅-（日语：閃乱カグラ2 -真紅-）（神樂[34]）

2015年
- LORD of VERMILION ARENA（蕾貝卡[35]）
- BLEACH Brave Souls（井上織姬）
- 鐵拳7（亞莉莎·伯斯科諾維奇）

2016年
- 闇影詩章（ルーキーネクロマンサー）
- Ensemble Girls!!（日语：あんさんぶるガールズ!）（山條銀）
- 召喚夜響曲6 消逝的境界（日语：サモンナイト6 失われた境界たち）（莉雪兒[36]）
- 創世（菜子[37]）
- 擂台☆夢想 ～女子職業摔角大戰～（日语：リング☆ドリーム 女子プロレス大戦）（唐澤紫苑[38]）
- 超级七龙珠群雄（赛亚人女英雄/）

2017年
- 閃亂神樂 PEACH BEACH SPLASH（神樂[39]）
- 咲-Saki- 全國篇Plus（三尋木咏[40]）

2018年
- Negimate! UQ HOLDER! ～魔法老師！2～（雪姬／依文潔琳·A·E·麥道威爾）
- 食之契約（燴面）

2019年
- 魔法氣泡!! Quest（日语：ぷよぷよ!!クエスト）（妹尾愛子）

2020年
- 神田川JET GIRLS（紅衣神威[41]）
- 死亡遊行俱樂部（[42]）

2025年
- BLEACH 魂魄觉醒（井上織姬）

### 廣播劇CD
年份不詳
- 初音島 廣播劇CD「春色之夢」（水越真子（日语：水越眞子））
- 小魔女DoReMi相關作品（妹尾愛子）

2001年
- 寶貝神獸（日语：PON!とキマイラ） 學園天國篇（女子高生）

2002年
- 戲劇性龍2nd 愛的魔法 第1－3章（風椿玖里子）

2003年
- Club AT-X 果然喜歡動畫。 三姊妹物語 廣播劇CD（日语：Club AT-X）（由貴）

2004年
- 果然喜歡動畫。 果然劇場 不連續三姊妹物語 第1卷（由貴）
- 戲劇性龍特別篇廣播劇CD「愛的魔法」（風椿玖里子）
- 幽☆遊☆白書 廣播劇CD「TWO SHOTS」（喜多嶋麻彌）
- 我的裘可妹妹（丸茂珠美）發行時期和CD名稱不詳
- dear 【親愛的】（散葉）
- 魔法少女奈葉 Sound Stage（艾蜜·里米艾塔）

2005年
- 魔法少女奈葉A's Sound Stage（艾蜜·里米艾塔）
- 目閉海（林田真雪）
- 廣播劇CD 初音島戲劇劇場 chapter.6 萌&真子（水越真子）

2006年
- 初音島 Second Season 外傳廣播劇Vol.1、2（水越真子）
- （林田真雪）
- The MANZAI（日语：THE MANZAI (小説)）（萩元惠菜）
- Dear 親愛的 A story of the next day（散葉）
- 廣播劇CD Twinkle Saber NOVA（日语：ティンクルセイバー#ドラマCD）（天羽翔子）
- 星空學園 DRAMA CD（靜馬夕步）
- （若草美繪）
- 點點眉（魔法少女貓）
- THE IDOLM@STER DRAMA NEW STAGE Vol.1（藪本）

2007年
- 星之夢 廣播劇CD 最終章"星之人"（路茨）
- （林田真雪）
- DJ＋廣播劇CD 「隨時招喚！召喚夜響曲4」 Vol.1、2（莉雪兒）
- （片瀨五樂）
- 加油！菜鳥老師 史克艾尼4格×3祭「原聲廣播劇CD」（今江幸）

2008年
- 我的老爸是阿宅 廣播劇CD（御園麗華）
- （依文潔琳·A·E·麥道威爾）
- 廣播劇CD「純真傳奇」vol.1、2（艾爾瑪娜·拉爾莫）

2009年
- Dragon Crisis！（薇安卡·A·魯）
- Q弟偵探因幡 廣播劇CD（諾亞）
- 廣播劇CD 落花流水（草場春河）
  - 落花流水 樂園CD（草場春河）
- 幻想水滸傳II 廣播劇CD（七美）
- Doubt（日语：Doubt (漫画)）（立花姫香）

2010年
- 哇！（岩千鳥帝）
- BLCD 徒然（栗本鹿野子）

2015年
- 電視動畫『小長門有希的消失』Blu-ray&DVD初回限定盤特典CD（鶴屋學姐）
- （狐巫女·紫都）

### 外語配音

#### 電影
- 乾柴烈火情（英语：Beautiful Joe (film)）（Ashley）
- 真愛向前行（英语：Disappearing Acts）（Tyree）
- 朋友（〈金甫徑〉）※DVD關西方言版／（其他角色）※DVD標準語版。
- 異度空間（Jim的妹妹）
- Nid de guêpes／The Nest（英语：The Nest (2002 film)）（新聞主播、受訪女性）
- 鬼擋牆（英语：Wrong Turn）（卡莉〈埃曼紐爾·施萊琪〉）

#### 電視影集
- 聖女魔咒 (第6季)
- 鐵證懸案 (第5季)
- 金剛戰士系列
  - 金剛戰士：銀河戰隊（英语：Power Rangers Lost Galaxy）（肯德里克斯·摩根／粉紅銀河戰士、卡羅爾）
  - 金剛戰士：救急戰隊（英语：Power Rangers Lightspeed Rescue）（肯德里克斯·摩根／粉紅銀河戰士）

#### 動畫
- 大力士（英语：Hercules (1998 TV series)）（女學生）

### 柏青哥
2006年
- （良雄、栞）
- CR野薔薇物語（良雄、栞）

2011年
- CREX（良雄、栞）

2017年
- CR魔法老師！（依文潔琳·A·K·麥道威爾[43]）

### 特攝影集
2007年
- Kawaii！JeNny（日语：Kawaii! JeNny）（的聲音）

### 電子漫畫
- VOMIC 千金小姐新嫁娘。（日语：お嬢様はお嫁様。）（極樂院十輝子）
- VOMIC BLEACH（井上織姬）

### 廣告
- 連線對戰版 洛克人EXE（日语：バトルネットワーク ロックマンエグゼ）（熱斗、洛克人）
- 連線對戰版 洛克人EXE 2（日语：バトルネットワーク ロックマンエグゼ2）（熱斗、洛克人）
- 多玩國·Animelo Mix（依文潔琳·A·E·麥道威爾）
- B-tops

### 廣播節目
※記號表示說明網路廣播。
年份不詳
- 鶴志（KBS京都：播出時期不明）
- *由貴的結晶*（日语：*由貴の結晶*）（animate mobile（日语：アニメイトタイムズ）系列：播出時期不明）

1991年
- 鶴光的鶴鶴90分！（大阪放送：10月5日－1993年3月27日）

2000年
- SHINGO'S RADIO SHOW “花鳥風月”（Kiss-FM KOBE（日语：兵庫エフエム放送）：4月3日－2002年3月28日）

2002年
- 阿倍野橋魔法商店街（大阪放送：10月16日－2005年3月）
- Club AT-X 果然還是喜歡動畫。（日语：Club AT-X やっぱりアニメが好き。）（文化放送：10月13日－2004年3月28日）
- （文化放送：7月－9月）※

2005年
- （第30回，10月24日）

2006年
- BLEACH “B” STATION（日语：BLEACH “B” STATION）（3月份主持人）
- （10月6日－12月）
- （所屬的經紀公司Production baobab官網內更新：10月23日－2009年8月31日）※

2010年
- GAINAX電波（日语：ガイナックス電波）（大阪放送、文化放送：7月10日－2013年9月28日）

### 廣播CD
- 廣播CD「初音島放送局」Vol.1、3
- BLEACH “B” STATION VOL.6（2006年9月20日）
- 涼宮春日的憂鬱 SOS團廣播支社 番外篇CD Vol.3（日语：涼宮ハルヒの憂鬱 SOS団ラジオ支部#Vol.3）（2006年12月21日）

### DVD
年份不詳
- 音樂朗讀劇『夕鶴』
- 魔法老師！麻帆良學園中等部2-A：Home Room

2004年
- 初音島 Secret Live in 川崎 CLUB CITTA'（5月26日）

2005年
- BLEACH SOUL SONIC 2005 "夏"

2006年
- 魔法老師！麻帆良學園 大麻帆良祭（日语：大麻帆良祭）（3月29日）

2007年
- 涼宮春日的激奏（日语：涼宮ハルヒの激奏）
- 魔法老師!? Princess Festival（日语：Princess Festival）

### 網路影像配信
- 關西發！聲優情報綜藝節目「聲優魂」（Ustream、niconico生放送：2013年10月20日 - ）源自第9回Main MC

### 電視節目
- 早安氣象（日语：おはよう天気です）·電視電子遊戲介紹單元「通信」主持人（朝日放送：1994年10月－1995年9月）

### 舞台
- 朗讀劇（2011年1月27日，中野The Pocket）

### 其它
- 小魔女DoReMi音樂劇和角色Show（妹尾愛子[注 8]）
- （朝日放送關西地區：旁白，放送終了）
- （讀賣電視台關西地區：旁白，1999年4月－）
- 魔法老師！公式Fan Book Vol.3 聲優專訪
- 快進擊TV！歌唱衛門（日语：快進撃TVうたえモン）（富士電視台：魔法堂（日语：おジャ魔女どれみのディスコグラフィ#MAHO堂）活動露面演出）
- Kamakur@ Love（飾演初代，『JAM STATION（日语：JAM STATION）』內的廣播劇）
- DVD『Code Geass反叛的魯路修R2』第2卷 插圖劇場02（小孩）
- StudioGIW「Voice Drama Vol.1」（日语：ヴァジアルサーガ 〜愚民化戦略〜#StudioGIWボイスドラマシリーズ）（蘭芳）[注 9]
- AT-X 2015年11月份節目宣傳部長
- 日本橋 計劃形象角色「音音」的配音[44]
- 途中下車之旅（日语：ぶらり途中下車の旅），又譯日本電車之旅[注 10]（副聲道解說[2]，2015年10月3日－）

## 音樂作品

### 角色歌曲
| 發行日期 | 標題                                                                          | 名義 | 曲名                                                                                          | 備註                                            |
| 1999年   | 1999年                                                                        | 1999年 | 1999年                                                                                        | 1999年                                          |
| -------- | ----------------------------------------------------------------------------- | --- | --------------------------------------------------------------------------------------------- | ----------------------------------------------- |
| 3月5日   | 小魔女嘉年華                                                                  | MAHO堂 | 「魔女！」                                                                                    | 電視動畫《小魔女DoReMi》片頭主題曲              |
| 4月21日  | 小魔女CD俱樂部 其1 小魔女 Vocal Collection!!                                  | MAHO堂 | 「魔女！」 「日曜日魔法」 「女勉強中！」                                                      | 電視動畫《小魔女DoReMi》相關歌曲                |
| 10月21日 | 小魔女CD俱樂部 其6 小魔女 獨唱Vocal Collection 妹尾愛子篇!!                   | 妹尾愛子（松岡由貴） | 「！」 「!!」                                                                                 | 電視動畫《小魔女DoReMi》相關歌曲                |
| 11月21日 | 小魔女CD俱樂部 其7 魔法堂的小魔女聖誕嘉年華!!                                 | MAHO堂 | 「魔女!!」 「」 「」 「」 「」 「（賛美歌109番）」                                            | 電視動畫《小魔女DoReMi》相關歌曲                |
| 2000年   |                                                                               | |                                                                                               |                                                 |
| 3月24日  | 小魔女在這裡                                                                  | MAHO堂 | 「魔女」                                                                                      | 電視動畫《小魔女DoReMi ♯》片頭主題曲            |
| 3月24日  | 小魔女在這裡                                                                  | MAHO堂 | 「」                                                                                          | 電視動畫《小魔女DoReMi ♯》片尾主題曲            |
| 2001年   |                                                                               | |                                                                                               |                                                 |
| 2月21日  | 小魔女的BAN2                                                                  | MAHO堂 | 「魔女BAN2」                                                                                  | 電視動畫《大～集合！小魔女DoReMi》片頭主題曲    |
| 2002年   |                                                                               | |                                                                                               |                                                 |
| 6月26日  | 笑園漫畫大王 角色CD Vol.3 春日步                                              | 春日步（松岡由貴） | 「！TRY La Lai」 「Time Pavement」                                                            | 電視動畫《笑園漫畫大王》相關歌曲                |
| 7月24日  | 笑園漫畫大王 角色CD Vol.5 神樂                                                | 廢人S | 「Lazy Crazy 」                                                                               | 電視動畫《笑園漫畫大王》相關歌曲                |
| 12月25日 | 電視動畫「笑園漫畫大王」Vocal Collection 來唱歌吧                             | 春日步（松岡由貴）、美濱千代（金田朋子） | 「」 「」                                                                                     | 電視動畫《笑園漫畫大王》相關歌曲                |
| 12月25日 | 電視動畫「笑園漫畫大王」Vocal Collection 來唱歌吧                             | 春日步（松岡由貴） | 「！TRY La Lai」                                                                              | 電視動畫《笑園漫畫大王》相關歌曲                |
| 2003年   |                                                                               | |                                                                                               |                                                 |
| 2月21日  | 超齡細公主 Magic Square 1                                                     | 古蓮達（松岡由貴） | 「世界No.1」                                                                                  | 電視動畫《超齡細公主》相關歌曲                  |
| 7月24日  | 宇宙學園Stellvia校 大歌遙祭                                                   | 片瀨志麻（野中藍）、音山光太（水島大宙）、艾莉莎·格雷諾斯（松岡由貴）、藤澤彌生（折笠富美子）、栢山晶（田中理惠）、皮埃爾·瀧田（上田祐司）、約翰·瓊斯（陶山章央）、小田原大（齋賀光希）、風祭鈴菜（廣橋涼） | 「宇宙園校 校歌」                                                                             | 電視動畫《宇宙學園Stellvia》相關歌曲            |
| 7月24日  | 宇宙學園Stellvia校 大歌遙祭                                                   | 艾莉莎·格雷諾斯（松岡由貴） | 「Happy & Lucky」                                                                             | 電視動畫《宇宙學園Stellvia》相關歌曲            |
| 9月26日  | 初音島 角色形象歌曲Vol.2 芳乃櫻×水越萌×水越真子                               | 水越真子（松岡由貴） | 「☆」                                                                                         | 電視動畫《初音島》相關歌曲                      |
| 2004年   |                                                                               | |                                                                                               |                                                 |
| 2月25日  | 初音島玉2                                                                     | 朝倉音夢（野川櫻）、天枷美春（神田朱未）、白河小鳥（堀江由衣）、芳乃櫻（田村由香里）、水越真子（松岡由貴）、水越萌（伊月唯）                                                                                | 「「風見園校歌」」                                                                            | 電視動畫《初音島》相關歌曲                      |
| 4月7日   | 初音島Plus Situation 角色形象歌曲1                                            | 水越真子（松岡由貴）、水越萌（伊月唯） | 「Home Sweet Home」                                                                           | 遊戲《初音島Plus Situation》相關歌曲            |
| 5月1日   | 麻帆良學園中等部2-A 出席號碼之歌                                              | 麻帆良學園中等部2-A | 「出席番」                                                                                    | 電視動畫《魔法老師！》相關歌曲                  |
| 5月19日  | 愛的魔法 角色單曲系列Vol.2 風椿玖里子                                         | 風椿玖里子（松岡由貴） | 「君」                                                                                        | 電視動畫《愛的魔法》相關歌曲                    |
| 7月7日   | 初音島Plus Situation 角色形象歌曲2                                            | 水越真子（松岡由貴） | 「桃色Ready Go!!」                                                                            | 遊戲《初音島Plus Situation》相關歌曲            |
| 9月24日  | 小魔女DoReMi 童年秘密篇哦！                                                   | MAHO堂 | 「YO！魔女」                                                                                  | OVA《小魔女DoReMi 童年秘密篇》片頭主題曲        |
| 9月24日  | 小魔女DoReMi 童年秘密篇哦！                                                   | MAHO堂 | 「∞」                                                                                         | OVA《小魔女DoReMi 童年秘密篇》片尾主題曲        |
| 10月27日 | 魔法老師！班級聲優系列 1月：黑暗福音和人偶                                    | 黑暗福音和人偶 | 「Maze of the dark」                                                                          | 電視動畫《魔法老師！》相關歌曲                  |
| 11月17日 | 愛的魔法 The Greatest Hits！                                                  | 葵學園3人娘 | 「White Christmas」 「」 「We'd get there someday」                                           | 電視動畫《愛的魔法》相關歌曲                    |
| 2005年   |                                                                               | |                                                                                               |                                                 |
| 5月11日  | 師傅，我想傾聽你指教                                                          | 麻帆良學園中等部2-A 師傅和煩惱的少女組 | 師匠」                                                                                        | 電視動畫《魔法老師！》片尾主題曲                |
| 5月11日  | 師傅，我想傾聽你指教                                                          | 麻帆良學園中等部2-A 師傅和煩惱的少女組 | 「a precious pride」                                                                          | 電視動畫《魔法老師！》相關歌曲                  |
| 6月8日   | Happy☆Material 5月度：Electric version                                        | 麻帆良學園中等部2-A | 「☆」                                                                                         | 電視動畫《魔法老師！》片頭主題曲                |
| 7月21日  | 戀愛奇蹟                                                                      | 極上生徒會遊擊社+車輛社 | 「奇跡」                                                                                      | 電視動畫《極上生徒會》片尾主題曲                |
| 8月3日   | Happy☆Material 31人ver.／給輝煌的你～Peace                                    | 麻帆良學園中等部2-A | 「☆」 「輝君～Peace」                                                                         | 電視動畫《魔法老師！》片頭主題曲                |
| 9月7日   | 極上生徒會 角色單曲Vol.3 小百合&鈴音                                          | 角元鈴音（松岡由貴） | 「SHINE GIRLS LIFE」                                                                          | 電視動畫《極上生徒會》相關歌曲                  |
| 10月26日 | 初音島 Second Season VOCAL ALBUM Vol.1                                        | 水越真子（松岡由貴）、天枷美春（神田朱未） | 「得意科目LOVE！」                                                                            | 電視動畫《初音島 Second Season》相關歌曲        |
| 2006年   |                                                                               | |                                                                                               |                                                 |
| 5月10日  | 初音島 Second Season VOCAL ALBUM Vol.2                                        | 水越真子（松岡由貴） | 「強定理」                                                                                    | 電視動畫《初音島 Second Season》相關歌曲        |
| 12月6日  | 魔法老師!? 歌唱之CD（1）                                                      | 依文潔琳·A·K·麥道威爾（松岡由貴） | 「Re-born」                                                                                   | 電視動畫《魔法老師!?》相關歌曲                  |
| 12月6日  | 涼宮春日的憂鬱 角色歌曲 Vol.4 鶴屋學姊                                        | 鶴屋學姊（松岡由貴） | 「青春」 「好奇心」 「 ～Ver.鶴屋～」                                                         | 電視動畫《涼宮春日的憂鬱》相關歌曲              |
| 12月20日 | BLEACH BEAT COLLECTION 2nd SESSION:05 朽木露琪亞&井上織姬                     | 井上織姬（松岡由貴） | 「la la la♪」                                                                                 | 電視動畫《BLEACH》相關歌曲                      |
| 12月20日 | BLEACH BEAT COLLECTION 2nd SESSION:05 朽木露琪亞&井上織姬                     | 朽木露琪亞（折笠富美子）、井上織姫（松岡由貴） | 「Holy Fight」                                                                                | 電視動畫《BLEACH》相關歌曲                      |
| 2007年   |                                                                               | |                                                                                               |                                                 |
| 1月24日  | 魔法老師!? 1000%BOX                                                           | 絡繰茶茶丸（渡邊明乃）、依文潔琳·A·K·麥道威爾（松岡由貴）、葉加瀨聰美（門脇舞） | 「1000%SPARKING！」                                                                           | 電視動畫《魔法老師!?》片頭主題曲                |
| 1月24日  | 魔法老師!? 1000%BOX                                                           | 絡繰茶茶丸（渡邊明乃）、依文潔琳·A·K·麥道威爾（松岡由貴）、葉加瀨聰美（門脇舞） | 「A-LY-YA！」                                                                                 | 電視動畫《魔法老師!?》片尾主題曲                |
| 1月24日  | 魔法老師!? 1000%BOX                                                           | 絡繰茶茶丸（渡邊明乃）、依文潔琳·A·K·麥道威爾（松岡由貴）、葉加瀨聰美（門脇舞） | 「1000%SPARKING！〈〉」                                                                       | 電視動畫《魔法老師!?》相關歌曲                  |
| 1月24日  | 魔法老師!? 1000%BOX                                                           | 麻帆良學園中等部3-A+涅吉·史普林菲爾德 | 「1000%SPARKING！」 「A-LY-YA！」                                                             | 電視動畫《魔法老師!?》相關歌曲                  |
| 3月7日   | 魔法老師!? 歌唱之CD（2）                                                      | 依文潔琳·A·K·麥道威爾（松岡由貴）、絡繰茶茶丸（渡邊明乃） | 「日本心」                                                                                    | 電視動畫《魔法老師!?》相關歌曲                  |
| 3月21日  | BLEACH BEAT COLLECTION THE BEST                                               | 朽木露琪亞（折笠富美子）、井上織姫（松岡由貴） | 「Holy Fight '07」                                                                            | 電視動畫《BLEACH》相關歌曲                      |
| 6月13日  | 魔法老師!? Princess Festival CD                                               | | 「」                                                                                          |                                                 |
| 7月25日  | Que Character Image Mini Album Vol.2 夕                                       | 夕（松岡由貴） | 「」                                                                                          | 遊戲《Que ～遠古之葉的妖精～》相關歌曲          |
| 9月26日  | 魔法老師!? 精選專輯                                                           | 麻帆良學園中等部3-A+涅吉·史普林菲爾德 | 「Hello Again」                                                                               | 電視動畫《魔法老師!?》相關歌曲                  |
| 2008年   |                                                                               | |                                                                                               |                                                 |
| 8月27日  | Happy☆Material Return                                                         | 麻帆良學園中等部3-A | 「☆」                                                                                         | OVA《魔法老師！ ～白之翼 ALA ALBA～》片頭主題曲 |
| 8月27日  | Happy☆Material Return                                                         | 麻帆良學園中等部3-A | 「輝君」                                                                                      | OVA《魔法老師！ ～白之翼 ALA ALBA～》片尾主題曲 |
| 8月27日  | Happy☆Material Return                                                         | 麻帆良學園中等部3-A | 「A-LY-YA！」                                                                                 | 電視動畫《魔法老師!?》相關歌曲                  |
| 2009年   |                                                                               | |                                                                                               |                                                 |
| 4月22日  |                                                                               | 小鶴屋學姊（松岡由貴） | 「乳生大先輩」 「名無～」                                                                     | 網路動畫《小鶴屋學姊的四格》形象歌曲            |
| 5月27日  |                                                                               | 小鶴屋學姊（松岡由貴） | 「！（一致日本語）（客串：朝比奈實玖瑠（後藤邑子））」 「（客串：長門有希（茅原實里））」     | 網路動畫《小鶴屋學姊的四格》形象歌曲            |
| 6月24日  |                                                                               | 小鶴屋學姊（松岡由貴） | 「卒業（客串：涼宮春日（平野綾）、阿虛（杉田智和））」 「～？（客串：古泉一樹（小野大輔））」 | 網路動畫《小鶴屋學姊的四格》形象歌曲            |
| 9月25日  | Princess Diva！                                                               | 藤倉優（松岡由貴） | 「Feathry Kiss」                                                                              | 電視動畫《公主戀人》相關歌曲                    |
| 12月9日  | 涼宮春日的憂鬱 新角色歌曲 Vol.6 鶴屋學姊                                      | 鶴屋學姊（松岡由貴） | 「祭祭！～」 「」                                                                             | 電視動畫《涼宮春日的憂鬱》相關歌曲              |
| 2010年   |                                                                               | |                                                                                               |                                                 |
| 2月24日  | BEAM my BEAM                                                                  | 緋鞠凜子·L·靜水久惠澄 | 「BEAM my BEAM」                                                                              | 電視動畫《守護貓娘緋鞠》片尾主題曲              |
| 3月31日  |                                                                               | 神宮寺久惠澄（松岡由貴） | 「BEAM my BEAM（ヴァージョンくえす）」                                                                          | 電視動畫《守護貓娘緋鞠》相關歌曲                |
| 11月17日 | 魔法老師！ ～另一個世界～ Theme Song Collection                               | 涅吉·史普林菲爾德（佐藤利奈）、犬上小太郎（井上麻里奈）、長谷川千雨（志村由美）、亞爾貝爾·卡摩米爾（矢部雅史）、傑克·拉坎（小山力也）、依文潔琳·A·K·麥道威爾（松岡由貴）、古奈爾·桑塔斯（小野大輔）         | 「Get a Chance！」                                                                            | OVA《魔法老師！ ～另一個世界～》片尾主題曲      |
| 12月15日 | BLEACON ～BLEACH CONCEPT COVERS～                                             | 朽木露琪亞（折笠富美子）、井上織姫（松岡由貴） | 「少女S」                                                                                     | 電視動畫《BLEACH》相關歌曲                      |
| 2011年   |                                                                               | |                                                                                               |                                                 |
| 8月24日  | 風約束 -旅立歌-                                                               | 涅吉·史普林菲爾德&麻帆良學園中等部3-A | 「風約束 -旅立歌-」                                                                           | 電影動畫《劇場版 魔法老師！ ANIME FINAL》主題歌 |
| 2015年   |                                                                               | |                                                                                               |                                                 |
| 4月29日  | 雪花飄搖直落的未來                                                            | 北高文藝部女子會 |                                                                                               | 電視動畫《小長門有希的消失》片頭主題曲          |
| 6月24日  | 電視動畫『小長門有希的消失』Character Song Series ”In Love”case.4 Tsuruya san | 鶴屋學姊（松岡由貴） | 「愛門番EXTRA」 「福風吹」 「降（鶴屋ver.）」                                                 | 電視動畫《小長門有希的消失》相關歌曲            |

## 腳註

## 外部連結
- Production baobab公式官網的聲優簡介 （页面存档备份，存于） （日語）
- 松岡由貴的X（前Twitter） （日語）